# Стадион имени Шовката Ордуханова
Стадион имени Шовката Ордуханова (азерб. Şövkət Orduxanov adına stadion) — футбольный стадион в азербайджанском городе Гусар. Является домашней ареной для клуба Первого Дивизиона чемпионата Азербайджана — ФК «Шахдаг» (Гусар).

## Географическое положение
Стадион расположен по адресу: город Гусар, улица Гейдара Алиева, 135, AZ3800.

## История
Находившийся ранее на балансе Всереспубликанской Конфедерации Профсоюзов Азербайджана стадион имени Шовката Ордуханова, в марте 2014 года был приобретен клубом «Шахдаг» Гусар и перешел в распоряжение данной команды. Спонсорскую поддержку клубу для приобретения стадиона, оказал местный бизнесмен Вюгар Пирвердиев. Из-за проблем с продажей стадиона, клуб «Шахдаг» долгое время проводил свои домашние игры на стадионе Олимпийского Спортивного Комплекса соседнего с Гусаром города Губа.
В реконструкцию стадиона планируется вложить около 4-5 миллионов манат. Вмещаемость трибун будет доведена до 7-8 тысяч человек, на территории стадиона будет возведен отель, спортивные помещения и другие объекты инфраструктуры.
Стадион имени Шовката Ордуханова, наряду с Гусарским Олимпийским Спортивным комплексом и Детско-Юношеской спортивной школой является одним из 3 крупных спортивных объектов Гусарского района Азербайджана.